# Repubblica Dominicana ai Giochi della XIX Olimpiade
La Repubblica Dominicana partecipò ai Giochi della XIX Olimpiade che si sono svolti a Città del Messico dal 12 al 27 ottobre 1968, con una delegazione di 18 atleti impegnati in 5 discipline: atletica leggera, lotta, pugilato, sollevamento pesi e tiro. Fu la seconda partecipazione di questo paese ai Giochi. Non fu conquistata nessuna medaglia.